# Глухово (Владимирська область)
Глухово (рос. Глухово) — село у Собінському районі Владимирської області Російської Федерації.
Входить до складу муніципального утворення Куриловське сільське поселення. Населення становить 181 особу (2010).

## Історія
Село розташоване на землях фіно-угорського народу мещери.
Від 10 травня 1929 року належить до Собінського району, утвореного спочатку у складі Владимирського округу Івановської промислової області з частини Владимирського повіту Владимирської губернії. Від 1944 року в складі Владимирської області.
Згідно із законом від 6 травня 2005 року входить до складу муніципального утворення Куриловське сільське поселення.

## Населення
| 1859 | 1905 | 1926 | 2002 | 2010 |
| ---- | ---- | ---- | ---- | ---- |
| 446  | ↗505 | ↘323 | ↘254 | ↘181 |

## Відомі особистості
В поселенні народилась:
- Акімова Марія Степанівна (1915—1971) — радянський антрополог.